# Östra Falkland
Östra Falkland (engelska: East Falkland, spanska: Isla Soledad) är den största av Falklandsöarna, och är en bergig ö, som skiljs från Västra Falkland av Falklandssundet.
Östra Falkland har en areal på 6 605 km², drygt hälften av ögruppens hela territorium. Den består av två landmassor förbundna av ett drygt två km brett näs. Den södra delen kallas med ett separat namn för Lafonia.
Huvuddelen av öns (och hela ögruppens) befolkning finns på den norra delen, där bland annat huvudorten Stanley och flygbasen Mount Pleasant är belägna.
Andra platser är Port Louis, Darwin, Port San Carlos, San Carlos, Salvador, Johnson's Harbour, Fitzroy, Mare Harbour, och Goose Green.

### Fotnoter
1. ↑  ”Arkiverade kopian”. Arkiverad från originalet den 1 mars 2010. https://web.archive.org/web/20100301063015/http://www.falklands.info/background/census2001t.html. Läst 5 mars 2010.